# Hydroleaceae
Classification APG III (2009)
Famille
La famille des Hydroléacées regroupe des plantes dicotylédones. Ce sont  des plantes herbacées voire arbustives des régions tropicales.

## Étymologie
Le nom vient du genre type Hydrolea, dérivé du grec ύδωρ / hydor, eau, et ελαιά / elaia, « olivier ; olive », en référence à l'habitat aqueux de la plante et à ses feuilles qui ressemblent à celles d'un olivier.

## Classification
En classification classique de Cronquist (1981) ce genre était situé dans la famille des Hydrophyllacées.
En classification phylogénétique (la classification APG (1998), la classification APG II (2003), etc.), cette famille  ne comprend que 12 espèces du genre Hydrolea.

## Liste des genres
Selon NCBI (12 nov. 2015), ITIS (2 avril 2016) et Angiosperm Phylogeny Website (8 Jul 2010) :
- Hydrolea

## Liste des espèces
Selon NCBI (12 nov. 2015) :
- genre Hydrolea
  - Hydrolea corymbosa
  - Hydrolea ovata
  - Hydrolea spinosa
  - Hydrolea sp. Chase 3245

Selon ITIS (2 avril 2016) :
- genre Hydrolea
  - Hydrolea corymbosa J. Macbr. ex Elliott
  - Hydrolea ovata Nutt. ex Choisy
  - Hydrolea quadrivalvis Walter
  - Hydrolea spinosa L.
  - Hydrolea uniflora Raf.